# Bryum serotinum
Bryum serotinum är en bladmossart som beskrevs av Lindberg 1879. Bryum serotinum ingår i släktet bryummossor, och familjen Bryaceae. Inga underarter finns listade i Catalogue of Life.